# Gérontologie
Ne doit pas être confondu avec gériatrie.

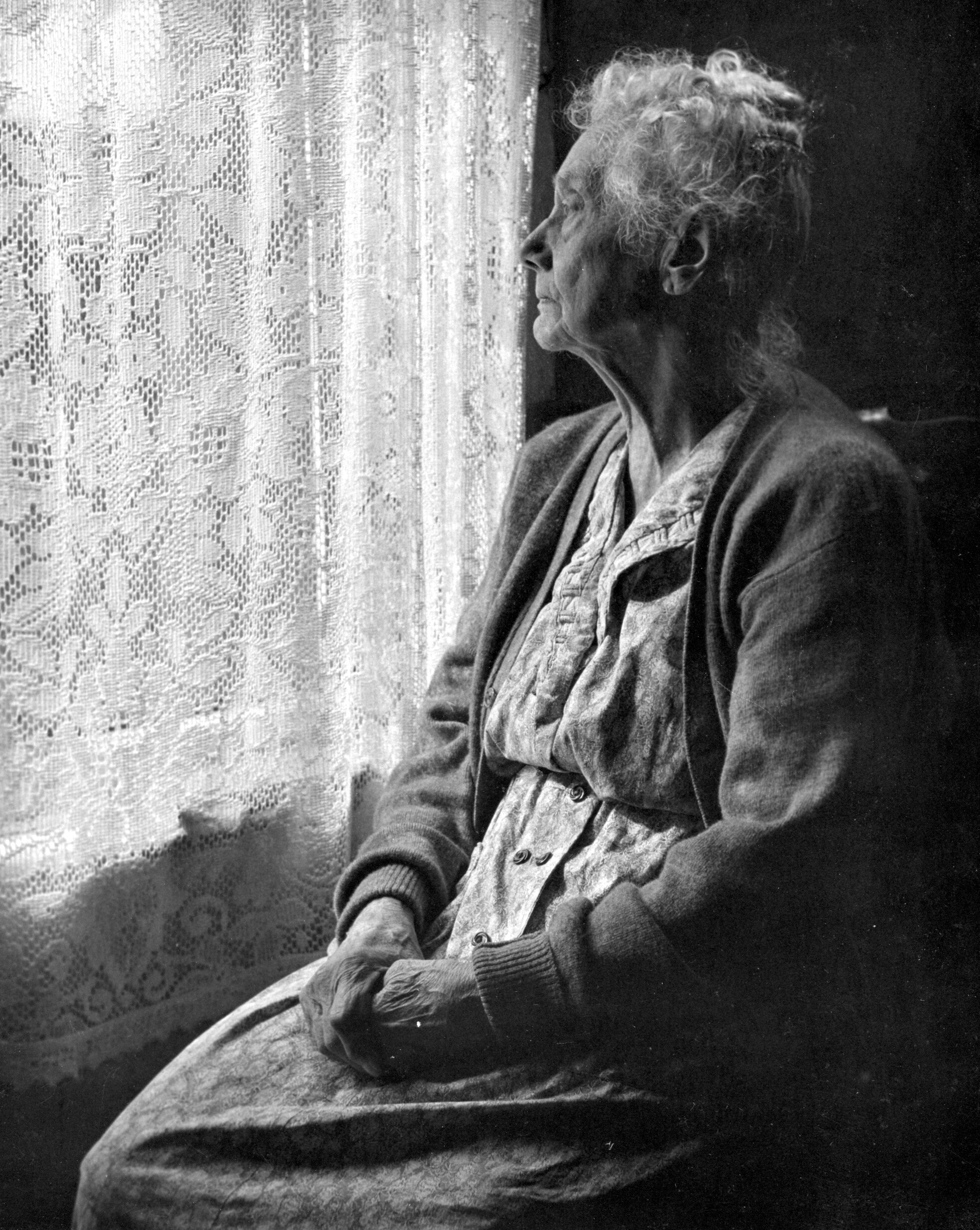
Photo de vieille femme devant une fenêtre.

La gérontologie  (du grec ancien γέρων / gérôn « vieillard » et λογία / logía « étude ») est un champ d'étude qui porte sur le vieillissement, ses conséquences et son implication au sens le plus large : biologie et physiologie des organismes vivants, psychologie, médecine, santé publique, économie, société, démographie, anthropologie, sociologie et plus généralement la plupart des sciences humaines. Elle est donc un point de rencontre de multiples disciplines.
La gériatrie est une composante du champ de la gérontologie qui s'intéresse plus spécifiquement aux conséquences du vieillissement sur la santé humaine et aux maladies des personnes âgées. Elle aborde la santé des personnes âgées dans le cadre de cette vision globale.
Il est exceptionnel qu'un chercheur seul puisse connaître toutes les dimensions de la gérontologie. Par contre, les spécialistes du vieillissement dans leurs disciplines respectives sont plus nombreux. Leur rencontre et le travail interdisciplinaire sont l'enjeu principal de la gérontologie. Les gérontechnologies constituent aujourd'hui un volet majeur de la gérontologie, avec notamment l'appui de la Société Française de Technologie pour l'autonomie et les gérontechnologies créée en 2007 par le Professeur Alain Franco de l'Université Grenoble-Alpes. 

## La démographie gérontologique
La France se situe dans la moyenne par rapport à ses voisins qui eux aussi ont largement franchi le cap des 20 % de personnes âgées (Allemagne, Belgique, Danemark, Italie et Royaume-Uni). En 2015, les premiers baby-boomers ont eu 70 ans et va commencer une période où la proportion entre actifs et retraités sera potentiellement unique dans l’histoire de l’humanité. « Potentiellement » car nul ne sait qui décidera de rester actif et qui voudra prendre sa retraite. En 30 ans, il y a 3 millions de personnes âgées de plus de 60 ans. Le phénomène le plus important dans les pays développés est le vieillissement démographique. Cependant dans les secteurs de main-d’œuvre où les tâches sont pénibles – du bâtiment à la garde hospitalière – les pénuries de main-d’œuvre seront plus aiguës. Il y aura donc de plus en plus de personnes avec un besoin d’assistance et de moins en moins d’assistants.
Le problème du vieillissement relatif de la population prendra d’autres aspects qu’il est difficile encore de conceptualiser aujourd’hui.[réf. nécessaire]

## La gérontologie sociale: le modèle grenoblois
Grenoble a joué un rôle majeur et pionnier dans le développement de la gérontologie sociale en France, en particulier à partir des années 1960 où Michel Philibert,  professeur de philosophie à l'Université des sciences sociales de Grenoble, a créé le Centre Pluridisciplinaire de Gérontologie (CPDG). Cette ville a été un laboratoire d'innovation sociale en matière de prise en charge du vieillissement, grâce à la convergence de plusieurs facteurs scientifiques, politiques et sociaux sachant que le vieillissement n’est pas seulement un problème médical ou économique, mais aussi une question de lien social, de représentations, de politiques urbaines et de droits citoyens. Grenoble a ainsi développé des structures alternatives au placement en EHPAD, en prenant appui sur des services de maintien à domicile, mis en place des dispositifs participatifs pour associer les personnes âgées à la vie sociale, soutenir une Université inter-âges, tout en contribuant à faire émerger en France la gérontologie sociale comme discipline à part entière. Une discipline aujourd’hui consacrée, à Grenoble, dans le cadre de l’Ecole doctorale (graduate school) « Bien vivre, bien vieillir » Des logements-foyers ont été créés pour offrir aux personnes âgées un cadre de vie semi-collectif, autonome mais sécurisé, avec des services sur place (restauration, animations, soins ponctuels). Ces structures s’appuient sur une philosophie de prévention de la dépendance et de maintien du lien social, avec des réseaux de voisinage solidaires formés de bénévoles pour visiter ou accompagner des personnes âgées isolées, des lieux intergénérationnels, de conseils d’ainés au sein de la municipalité. Les questions relatives à l’urbanisme ont également été prises en compte, avec des réaménagements d’espaces publics pensés pour les personnes âgées, des expérimentations de mobilité douce et accessible. Selon le classement établi par l'Association des Paralysés de France, Grenoble occupe ainsi la première place des villes françaises les plus accessibles.

## La Société française de technologie pour l'autonomie et gérontechnologie (SFTAG)
La Société française de technologie pour l'autonomie et la gérontechnologie (SFTAG) constitue une association pionnière dans le domaine des technologies dédiées au soutien et à l'amélioration de l'autonomie, en particulier pour les personnes en situation de fragilité. Fondée en 2007 sous l'impulsion du professeur Alain Franco, la SFTAG s'est donnée pour mission de fédérer les disciplines et les acteurs engagés dans ces domaines. L'association joue un rôle central dans la promotion de la recherche, en favorisant le développement de solutions innovantes répondant aux défis posés par le vieillissement de la population et les besoins croissants d'autonomie. En parallèle, elle œuvre activement à la diffusion des connaissances en proposant des formations adaptées, des conférences spécialisées, ainsi que des publications destinées à éclairer aussi bien les professionnels que le grand public.
Un autre objectif clé de la SFTAG est de promouvoir la collaboration interdisciplinaire et le partage de savoirs pour concevoir des approches holistiques et harmonisées. Cela inclut des solutions technologiques visant à garantir la sécurité et à améliorer la qualité de vie des personnes vulnérables, qu'elles soient âgées, en situation de handicap, ou confrontées à des pathologies limitant leur autonomie.
La SFTAG s’emploie notamment à favoriser le développement de la télémédecine qui apporte des solutions de soins à distance permettant aux patients de consulter des professionnels de santé sans avoir à se déplacer. Un second chantier est celui de la domotique, avec en perspective des systèmes de maison intelligente conçus pour faciliter les tâches quotidiennes, tels que l'éclairage automatisé, le contrôle de la température et les systèmes de sécurité. Il s’agit également de démultiplier et d’améliorer les dispositifs portables connectés, comme les montres intelligentes qui surveillent des paramètres de santé tels que le rythme cardiaque, les niveaux d'activité physique et les cycles de sommeil. On ajoutera le champ des jeux thérapeutiques destinés à la stimulation cognitive et à la rééducation physique de leurs utilisateurs.

## Le Centre national de référence santé à domicile et autonomie ou CNRSDA
Le CNRSDA – présidé par Alain Franco à sa création en 2009 -  a été fondé à l’initiative du ministère français chargé de l'économie et de l'industrie. Cette structure rassemble des laboratoires et des organismes de recherche, des entreprises, des industriels et des distributeurs, des utilisateurs, tels que les médecins les hôpitaux, les EHPAD ou encore des organismes facilitateurs comme les pôles de compétitivité, les fédérations et groupements de professionnels. Et, enfin, les financeurs que représentent les assurances, les mutuelles, les collectivités territoriales et les caisses de retraite. L'objectif de ce centre est d'identifier comment de nouveaux services et de nouvelles technologies peuvent apporter une amélioration globale de la vie des citoyens confrontés à une perte temporaire ou définitive d'autonomie. Le CNRSDA se doit de faciliter un travail multidisciplinaire, de favoriser la coordination des actions menées et de mettre en place un réseau d'expertise pour faire de la France un leader en matière de développement de l'e-santé et des solutions favorables à l'autonomie. Le CNRSDA doit également permettre de structurer, à terme, une filière géronto-technologique offrant aux citoyens dépendants et à leurs aidants une gamme élargie de solutions et de services allant au-delà de la stricte réponse médicale. Ce Centre a été renommé France Silver Éco en 2014[2].

## Les études de gérontologie
En France, et en Suisse plusieurs universités organisent des formations générales à la gérontologie ; par exemple l'université Sorbonne Université  (ex UPMC - Paris VI) propose un Master 2 intitulé « Expertise en gérontologie ». Ce master forme des professionnels de ce domaines aux activités et métiers d'encadrement, de formation, de recherche (et de pratiques avancées pour les infirmiers/ères). En France, plusieurs universités organisent des diplômes d'université de Gérontologie qui sont intéressants pour une première approche de cette thématique.
- DU Cours international de médecine gériatrique, Faculté de Médecine Sorbonne Université [6]
- DU Gérontologie, UFR de Sociologie Université de Nantes[7]
- DU Gérontologie sanitaire et sociale, Faculté des sciences médicales et paramédicales Université d'Aix-Marseille[8]
- DU Maladies des personnes âgées, Université de Bordeaux[9]
- DU Gérontologie : approche clinique du vieillissement, Université de Lyon[10]
- DU Gérontologie sociale, Université Caen Normandie[11]
- DU Médecine gériatrique, gérontologie et coordination d'Etablissement d'Hébergement pour Personnes Agées Dépendantes (EHPAD), Faculté de médecine Montpellier[12]

## Les revues de gérontologie
Il existe en France une revue en ligne spécialisée : « Gérontologie et société » publiée par la Caisse Nationale Assurance Vieillesse (CNAV), ainsi qu'une revue spécialisée dans le soin : Soins Gérontologie publié par Elsevier/Masson. Parmi les revues internationales : « The Gerontologist », et Journals of Gerontology divisé en deux journaux (« Biology and Medical Sciences » et « Psychology and Social Sciences »)., les 3 publiées par le groupe Oxford Academic.

## Les ouvrages portant sur la gérontologie
• Télémédecine en Gérontologie, Alain FRANCO, Michel FROSSARD, Claudine MONTANI, Serdi ed. Paris, 2000. 228 pp. 